# Inundaciones del sudeste de Europa de 2014

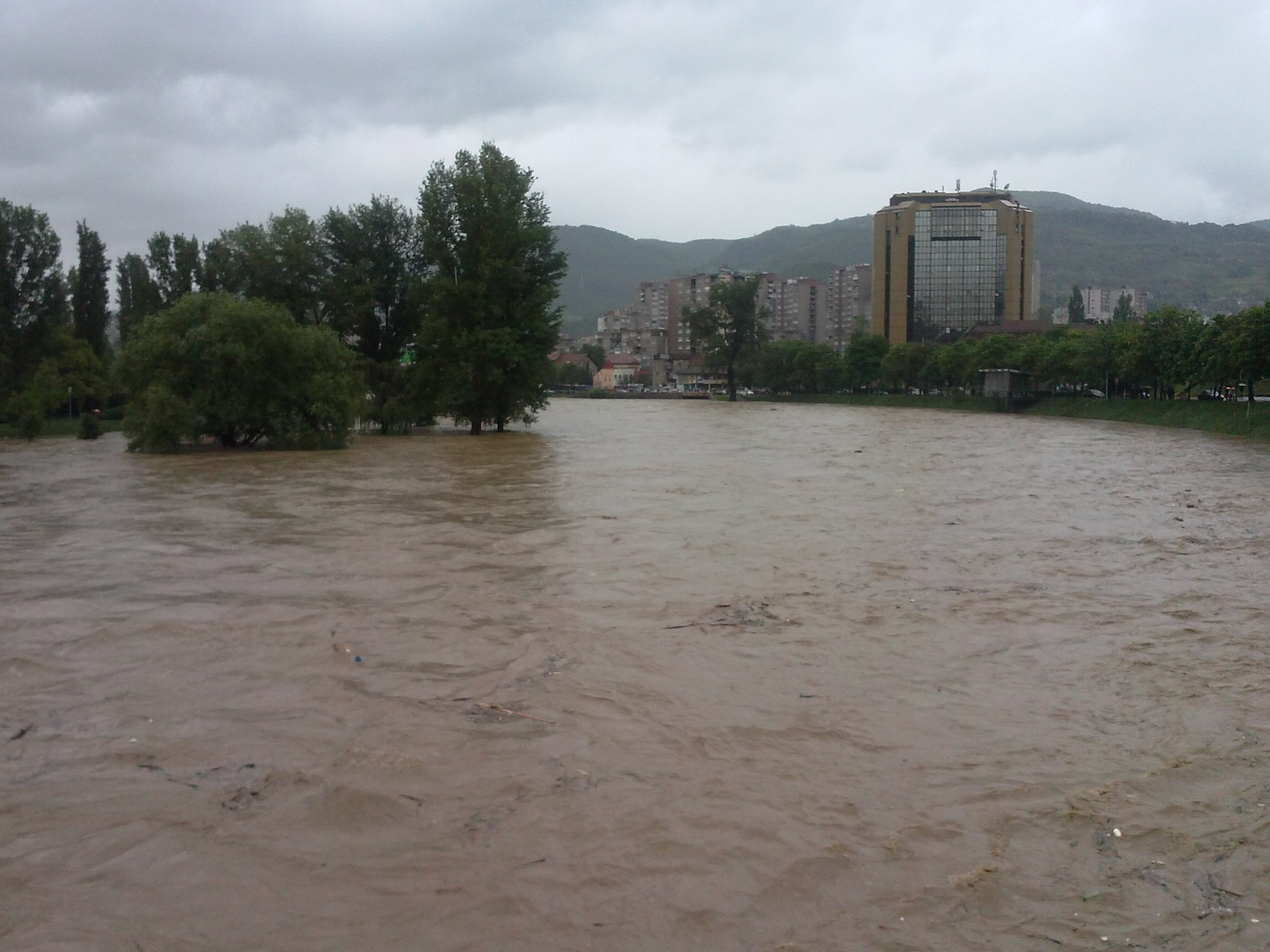
Inundado de Kamberovica Polje de Zenica.

En mayo de 2014, varias inundaciones afectaron a una gran zona del Sudeste de Europa. Un área de baja presión llamado «Yvette» trajo lo peor de la inundación entre el 14-16 de mayo. Las precipitaciones en Bosnia y Serbia fueron las más fuertes de los últimos 120 años de mediciones meteorológicas registradas. El 17 de mayo, al menos 20 personas habían muerto como consecuencia de las inundaciones y más de 16.000 personas habían sido evacuadas. Las inundaciones estaban en curso con el pico de la onda de crecida en el río Sava sin haber pasado aún a través de Serbia.

## Historia Meteorológica
El 13 de mayo un área de baja presión formada sobre el mar Adriático, como un viento polar desde Europa Central, penetró en la cuenca del Mediterráneo. La fría masa de aire polar chocó con el húmedo aire subtropical, llevando a un fuerte desarrollo de presión baja. El 14 de mayo la baja se movió sobre la península balcánica, volviéndose estacionaria. Como resultado se dieron precipitaciones realmente fuertes sobre la región. Serbia (en área alrededor de Belgrado) y el norte de Bosnia-Herzegovina fueron las más afectadas.